# IPod touch (第四代)
第四代iPod touch（其正式名称仅为iPod touch，而iPod touch 4或iTouch 4为俗称）是蘋果公司設計開發的第四代的可攜式媒體播放器，也是屬於iPod系列的一部份，2010年9月1日由當時的蘋果的首席執行官史蒂夫·賈伯斯在舊金山的發佈會中推出。蘋果於2011年10月5日的發佈會中推出白色版。蘋果于2012年9月12日的iPhone 5發佈會上推出了第四代iPod touch的16GB版本，與此同時，不再販售8GB與64GB版本，32GB版本降價並繼續販售。2013年5月底，苹果公司将第四代iPod touch從官網上撤下，換上16GB的第五代iPod touch播放器，從此第四代iPod touch結束了它的使命。第四代iPod touch最後支援的操作系統版本為iOS 6.1.6，無法升級至iOS 7，但使用同一個處理器的iPhone4可以升級至iOS 7。

## 硬體
第四代iPod nano同樣擁有Wi-Fi(802.11 b/g/n)、藍牙(Bluetooth 2.1 + EDR)、揚聲器、語音控制及USB 2.0等功能，分別有8 GB, 16 GB, 32 GB, 64 GB的版本，明顯不同的地方在於新增的前置和後置鏡頭，可以與iPad、iPhone和Mac進行Facetime視像聊天，後置的鏡頭可以拍攝720p錄像和VGA級別的相片，另外更添增了三軸陀螺儀及麥克風，內置充電式鋰離子電池，電池充滿時可以播放音樂達 40 小時，而影片播放時間最長 7 小時，電池容量為930mah。螢幕使用了與第四代iPhone相同的視網膜分辨率屏幕，並使用了蘋果公司推出的ARM Cortex-A8 Apple A4單核心處理器，時脈為1Ghz(降頻為800Mhz)。記憶體配備了容量為256MB三星電子產動態記憶體，iPod touch 4G可以透過Dock Connector to VGA Adapter或Apple TV輸出視訊至電視或其他裝置。而裝置寬度、厚度與重量較前幾代的iPod touch下降。

## 對比同世代的iPhone 4
第四代iPhone發佈於2010年6月，同代的iPod touch發佈於同年九月，而他們處理器同為蘋果A4處理器,同樣配備有蘋果最近的Retina螢屏與三軸陀螺儀，還同樣擁有最近推出的Facetime視頻通話功能以及HD視頻攝錄功能，但並不意味著其擁有比肩高價位的最新iPhone的能力。螢屏方面，雖然同樣配備最新的3.5英寸的Retina螢屏，但是iPhone 4為大視角的IPS顯示屏，據稱可視角達到了178°，而同世代iPod touch只要稍稍偏離螢幕中央便會明顯偏色，飽和度上也稍遜於同世代iPhone。處理器方面，同為蘋果自己設計的A4芯片，但是在iPhone 4上內置了512MB的動態記憶體，而iPod touch上則配備與第一代iPad相同的256MB動態記憶體，在單任務方面表現基本與iPhone 4相同，但是多任務切換時，則遠遠遜色與iPhone 4。攝像頭方面，iPhone 4主攝像頭為500萬畫素并支持自動對焦的背照式傳感器，而第四代iPod touch則只配備了一枚69萬畫素不支持自動對焦的攝像頭，此外iPhone 4還配新增了閃光燈，差距非常明顯。

## 外部連結
- 官方网站